# Alexīs Tsipras
Alexīs Tsipras (IPA: [aˈleksis ˈt͡sipɾas]) (in greco Αλέξης Τσίπρας?; Atene, 28 luglio 1974) è un politico greco, Primo ministro della Grecia dal 26 gennaio al 27 agosto 2015 e nuovamente dal 21 settembre 2015 all'8 luglio 2019.
È stato anche leader di SYRIZA dal 7 settembre  2009 al 29 giugno 2023, giorno in cui rassegnò le dimissioni a causa del deludente risultato elettorale ottenuto alle elezioni del 25 giugno 2023.

## Biografia
(Alexīs Tsipras due giorni prima del voto al referendum consultivo del 2015)
Tsipras nasce ad Atene il 28 luglio del 1974, pochi giorni dopo la caduta del regime dei colonnelli, figlio di Pavlos Tsipras, un benestante appaltatore di beni pubblici originario di Arta (nell'Epiro), e di Aristi Tsipras, una casalinga originaria di Eleftheroupoli (un paesino della Macedonia Orientale e Tracia, confluito, nel gennaio del 2011, nel limitrofo comune di Pangaio), la cui famiglia paterna era originaria di Babaeski, una cittadina della Tracia orientale (annessa alla Turchia nel 1923, durante il mutuo scambio di popolazioni e territori con la Grecia, e confluita nell'odierna regione di Marmara).
Nel 2000, consegue la laurea in ingegneria civile presso l'Università tecnica nazionale di Atene (NTUA). Avvia i suoi studi post laurea occupandosi di rilevazione e pianificazione territoriale nell'ambito di un programma interministeriale organizzato dalla sua università. Parallelamente ai suoi studi, comincia a lavorare come ingegnere civile nel settore delle costruzioni. È autore di numerosi studi e progetti sulla città di Atene.
La sua entrata in politica avviene verso la fine degli anni novanta, con l'ingresso nel movimento dei giovani comunisti ellenici. Nei primi anni del 1990, mentre era studente al Liceo Ambelokipi di Atene, si è impegnato attivamente nella rivolta studentesca contro una controversa legge dell'allora Ministro dell'Istruzione Vasilis Kontogiannopoulos. Diviene ben presto un membro influente del movimento di protesta dopo la sua intervista televisiva con la giornalista Anna Panagiotarea.
Come studente universitario, si unisce a "Enkelados" (greco: Εγκέλαδος), un movimento di rinnovamento della sinistra e viene eletto nel Comitato esecutivo del sindacato degli studenti della Facoltà di Ingegneria Civile della NTUA e rappresentante degli studenti nel Senato Accademico. Dal 1995 al 1997 è membro del Consiglio Centrale dell'Unione Nazionale Studentesca di Grecia (EFEE).

## Carriera politica
Allontanatosi dal Partito Comunista di Grecia (KKE), nel maggio 1999, è divenuto segretario dell'area giovanile del partito della sinistra radicale, Coalizione della Sinistra, dei Movimenti e dell'Ecologia, ruolo che ha ricoperto fino al novembre 2003. Come Segretario dei Giovani del Synaspismos, si è impegnato attivamente nel processo di creazione del Social Forum Greco e ha partecipato alle proteste e ai cortei internazionali contro la globalizzazione neoliberista. Ha tentato di raggiungere Genova per manifestare al G8 del 2001 con molti altri giovani greci, ma il suo gruppo è stato respinto ad Ancona dalle forze di polizia italiane con cariche e manganellate, per poi essere espulso.
Nel dicembre 2004, al 4º Congresso del Synaspismos, è stato eletto nel Comitato Politico Centrale e di conseguenza è diventato membro della Segreteria Politica del partito, dove si è occupato di questioni legate all'istruzione e alla gioventù.
Tsipras ha fatto la sua prima apparizione sulla scena politica tradizionale durante le elezioni locali del 2006, quando si è candidato come consigliere comunale di Atene con la lista "Anoihti Poli" (in greco: Ανοιχτή Πόλη, "Città aperta"), ottenendo il 10,51% dei voti e venendo così eletto. Nel 2007 ha deciso di non candidarsi alle elezioni per il Parlamento Ellenico, scegliendo di completare il suo mandato come membro del consiglio comunale di Atene.
Il 10 febbraio 2008, durante il 5º Congresso del Synaspismos, è stato eletto presidente del partito, succedendo ad Alekos Alavanos e diventando, all'età di 33 anni, il leader più giovane di un partito politico greco.
Nel 2009 Syriza (nato come gruppo parlamentare), si è presentato alle elezioni legislative greche, conquistando il 4,60% delle preferenze e Tsipras, leader del partito, è stato eletto per la prima volta nel Parlamento Ellenico per il collegio Atene A.

### Le elezioni del 2012
In occasione delle elezioni parlamentari del maggio 2012, il movimento politico di Tsipras ha ottenuto una percentuale di voti pari al 16,8%. Dopo il tentativo fallito di Antōnīs Samaras, il presidente della Grecia Karolos Papoulias ha affidato l'incarico di formare un nuovo governo a Tsipras che, vista la frammentazione del quadro politico greco, è stato costretto a rinunciare quasi subito.
Alle elezioni parlamentari del giugno 2012 (originate dell'impossibilità di formare un governo con l'esito della precedente consultazione elettorale) Tsipras, con il suo partito, è arrivato secondo, ottenendo il 26,89% dei consensi contro il 29,66% di Antonis Samaras (Nuova Democrazia) che, stavolta, è riuscito nell'intento di formare un nuovo governo. Uno dei punti fondamentali del programma elettorale di Alexīs Tsipras era stato, in caso di vittoria del suo partito, la richiesta di rinegoziazione del piano di austerity imposto alla Grecia dalla cosiddetta "Troika".

### Le elezioni europee del 2014

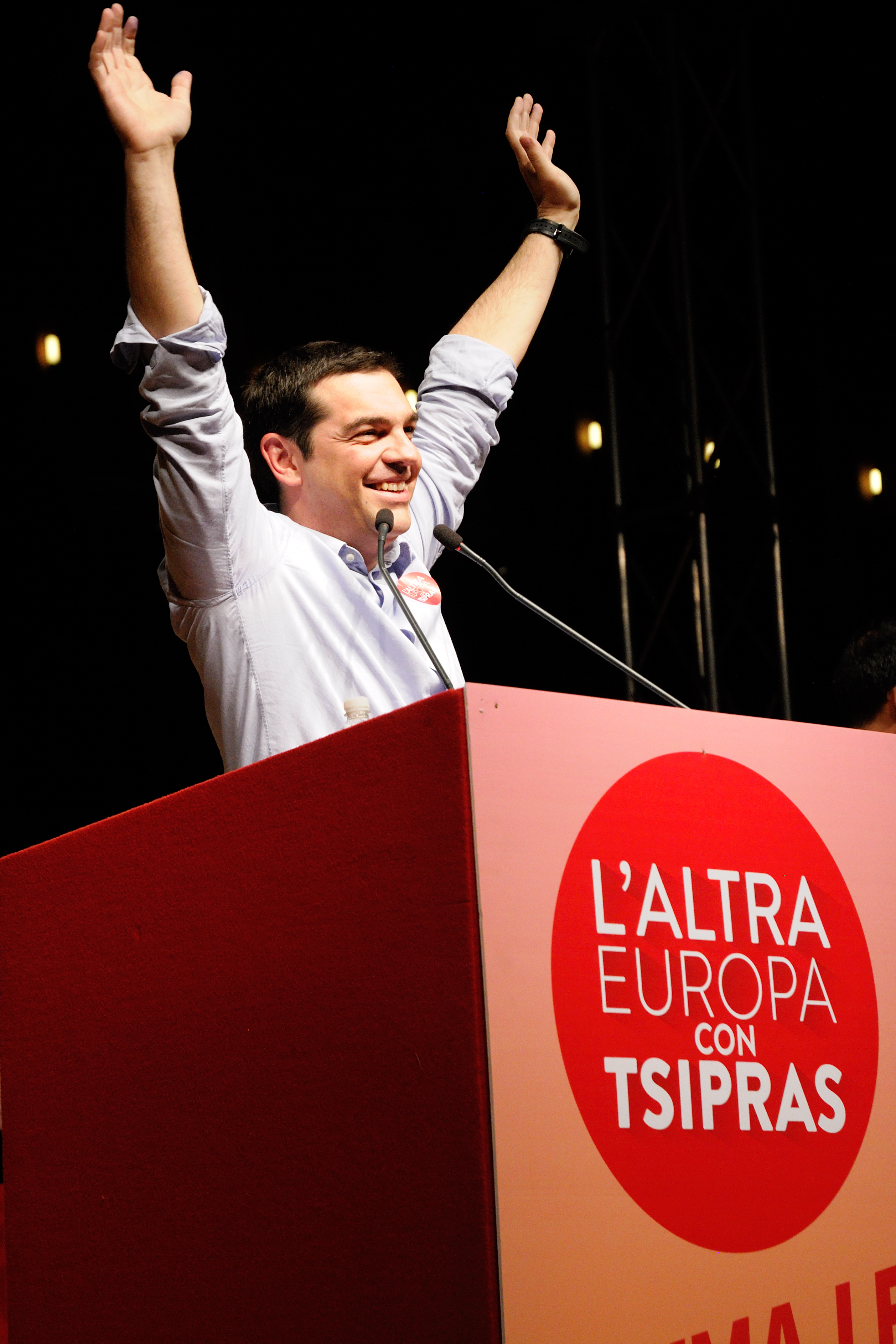
Manifestazione de "L'Altra Europa con Tsipras" in Piazza Maggiore a Bologna in occasione delle elezioni europee 2014

Nell'ottobre 2013 il Consiglio dei Presidenti del Partito della Sinistra Europea, su suggerimento del Partito della Rifondazione Comunista nella precedente riunione del 10 giugno 2013, ha proposto la candidatura di Tsipras alla presidenza della Commissione europea. Il 15 dicembre 2013 Tsipras è divenuto ufficialmente il candidato presidente alla Commissione europea per le elezioni del 2014, ottenendo l'84,1% dei consensi da parte del IV congresso della Sinistra Europea svoltosi a Madrid tra il 13 e il 15 dicembre 2013. La sua candidatura è stata sostenuta in Italia dalla coalizione elettorale "L'Altra Europa con Tsipras", più conosciuta come "Lista Tsipras", sostenuta da Azione Civile, SEL, Rifondazione Comunista e da altre formazioni come il Partito Pirata, i Verdi del Sudtirolo/Alto Adige e altre organizzazioni della sinistra.

### Le elezioni parlamentari del gennaio 2015
(Commento di Tsipras al risultato delle elezioni politiche del 26 gennaio 2015)
Nelle elezioni politiche greche del 25 gennaio 2015, il movimento politico da lui guidato, SYRIZA, ha trionfato con il 36,34% dei voti e 149 seggi, seguito da Nuova Democrazia e Alba Dorata, non raggiungendo però la maggioranza assoluta di 151 seggi nel Parlamento greco. Alla base della campagna elettorale vi è stato il rifiuto delle politiche economiche messe in atto in Grecia dai precedenti governi in accordo con la Troika e la richiesta di una riforma delle politiche di austerity nell'Unione europea.

#### Nomina a Primo ministro della Grecia
Il 26 gennaio 2015, Alexis Tsipras ha giurato dinanzi al presidente della Repubblica greca e ha assunto la carica di Primo ministro della Grecia. Contrariamente alla secolare prassi, il giuramento è avvenuto solo nella forma civile e non in quella religiosa voluta dalla Chiesa ortodossa, con Tsipras presente alla cerimonia in abiti informali. Inoltre non vi è stato, nel Palazzo del Governo, il tradizionale passaggio di consegne con il premier uscente Antōnīs Samaras.
Tsipras è stato il più giovane Primo ministro della Terza Repubblica Ellenica dalla sua fondazione.

#### Dimissioni
La sera del 20 agosto 2015, dopo aver perso la maggioranza parlamentare, Tsipras ha rassegnato le dimissioni nelle mani del Presidente della Repubblica Prokopīs Paulopoulos, immediatamente dopo l'annuncio, in diretta tv, del ricorso ad elezioni anticipate, fissate per il 20 settembre 2015. Come previsto dalla costituzione greca, l'incarico di formare un governo provvisorio è stato affidato a Vasilikī Thanou-Christofilou, presidente della Corte di Cassazione, che è stata la prima donna ad assumere la carica di Primo ministro in Grecia.

## Primo Governo Tsipras
Il primo governo Tsipras è stato in carica dal 26 gennaio 2015 al 27 agosto 2015 nella XV Legislatura.  Dopo che molti dicasteri sono stati accorpati, i dieci ministri erano:
- Yannis Dragasakis (SYRIZA) - Vice Primo ministro
- Níkos Kotziás (Indipendente) - Ministro degli Affari esteri
- Nikos Voutsis (SYRIZA)- Ministro dell'Interno
- Giōrgos Stathakīs (SYRIZA)- Ministro dell'Economia, delle Infrastrutture, della Marina mercantile e del Turismo
- Euclid Tsakalotos (SYRIZA) (dal 6 luglio 2015, dopo che Yanis Varoufakis (SYRIZA) si dimise per facilitare le trattative con i partner europei) - Ministro delle Finanze
- Pános Kamménos (ANEL)- Ministro della Difesa
- Georgios Katrougalos (SYRIZA) -  (dal 17 luglio 2015, dopo che Pános Skourlétis (SYRIZA), subentra al Ministro dissidente Lafazanis, nel rimpasto post-accordo UE) - Ministro del Lavoro e della Solidarietà sociale
- Aristidis Baltas (SYRIZA)- Ministro dell'Istruzione, della Cultura e degli Affari religiosi
- Panayοtis Kouroumplis (SYRIZA) - Ministro della Sanità e della Sicurezza sociale
- Pános Skourlétis (SYRIZA) (dal 17 luglio 2015, dopo che Panagiotis Lafazanis (SYRIZA) viene esautorato dal Gabinetto per contrarietà al nuovo memorandum, nel rimpasto post-accordo UE) - Ministro della Ricostruzione dell'Ambiente e dell'Energia
- Níkos Paraskevópoulos (Indipendente) - Ministro della Giustizia, della Trasparenza e dei Diritti Umani
- Tasia Christodoulopoulou (SYRIZA) - Ministro supplente dell'Immigrazione
- Sia Anagnostopoulou (SYRIZA) - (dal 17 luglio 2015, sostituisce Nikos Hountis (SYRIZA), nel rimpasto post-accordo UE) - Ministro supplente degli Affari Europei
- Christos Spirtzis (SYRIZA) - Ministro supplente delle Infrastrutture, Trasporti e Network
- Thodoris Dritsas (SYRIZA) - Ministro supplente della Marina Mercantile
- Níkos Pappás (SYRIZA)- Ministro di Stato
- Panayótis Nikoloúdis (Indipendente)- Ministro di Stato alla Lotta contro la corruzione
- Alékos Flambouráris (SYRIZA)- Ministro al Coordinamento del Governo
- Gavriíl Sakellarídis (SYRIZA) - Viceministro di Stato e Portavoce del Premier
- Olga Gerovassili (SYRIZA) - Portavoce del Governo

Al momento dell'insediamento, il governo Tsipras poteva contare sull'appoggio di 162 parlamentari, formata da una coalizione di due partiti i 149 di SYRIZA e i 13 di ANEL su un totale di 300 deputati.
Questo governo era il risultato dell'alleanza "di larghe intese contro l'austerity" dei precedenti governi (composti da Nuova Democrazia e PASOK) tra la sinistra di SYRIZA (iscritta al gruppo GUE/NGL nel Parlamento europeo) e la destra nazionalista e conservatrice di ANEL (che, al Parlamento europeo, è iscritto al Gruppo dei Conservatori e dei Riformisti Europei).
Dopo aver insediato il suo esecutivo, Tsipras dà inizio ai negoziati con i creditori esteri (BCE, FMI e UE) per il taglio del debito. Durante questi mesi di trattative l'esecutivo guidato da Tsipras mette in atto politiche di discontinuità con il passato, ed in forte contrasto con l'espresso volere degli organi europei, come ad esempio: la legge del governo presentata, ed approvata, in parlamento contro la povertà (sulla quale i creditori si erano espressi in maniera contraria) che sarebbe stata finanziata con il ricavato ottenuto dalla lotta al contrabbando ed avrebbe fornito gratuitamente elettricità, buoni pasto e sussidi per pagare l'affitto alle famiglie elleniche più bisognose; la riassunzione di 500 donne della polizia licenziate dal precedente governo Samaras; la riapertura della ERT la rete televisiva pubblica dello stato greco sopprimendo la NERIT (fondata temporaneamente fra il 2013 e il 2015) ed altre iniziative. Tsipras arriva anche a chiedere alla Germania di Angela Merkel il pagamento, a titolo di risarcimento, di 279 miliardi di euro di debiti insoluti riguardanti i danni subiti dalla Grecia per colpa dell'occupazione da parte della Germania nazista durante la Seconda guerra mondiale. I creditori propongono nel frattempo un piano di salvataggio che impone al governo greco di varare alcune riforme come condizione per poter ricevere gli aiuti. Tra le riforme richieste figurava l'aumento dell'età pensionabile a 67 anni con l'eliminazione dei prepensionamenti e dell'EKAS (assegno bonus che integra le pensioni minime), l'aumento dell'Imposta sul valore aggiunto, l'abolizione degli sconti fiscali per le isole, la riduzione dei salari dei dipendenti pubblici, un taglio consistente delle spese militari e il proseguimento delle privatizzazioni in molti settori avviate dal governo precedente, misure in contrasto con il programma elettorale e l'ideologia anti-austerità di Syriza.
Il 28 giugno il Parlamento greco approva quindi la convocazione di un referendum consultivo sul programma di aiuti e Tsipras annuncia che si sarebbe dimesso in caso di vittoria dei sì. Il referendum si svolge il 5 luglio e il 61,31% dei votanti boccia le richieste dei creditori.
L'11 luglio successivo Tsipras presenta ai creditori un programma alternativo che prevede: il ripristino del sistema di contrattazione collettiva nel mercato del lavoro, il mantenimento dello sconto del 30% per le isole (dove il trasporto delle merci ha costi superiori che in questo modo si tende ad ammortizzare), l'aumento della tassa sui beni di lusso, l'aumento della tassazione dal 26% al 28% (anziché al 29% come richiesto) dei profitti delle grandi imprese, un taglio delle spese militari di 200 milioni di euro (a fronte della richiesta da parte europea di un taglio di 400 milioni), una tassa al 30% sui giochi elettronici online, l'aumento dell'IVA sui cibi confezionati, l'aumento dell'età pensionabile come richiesto a 67 anni entro il 2022, il proseguimento di solo alcune privatizzazioni (le principali riguardanti il porto di Salonicco e l'aeroporto di Atene) respingendone altre (come quelle sui servizi pubblici riguardanti acqua ed energia elettrica), l'eliminazione dei benefici fiscali degli agricoltori e l'aumento dal 4% al 6% dei contributi per la sanità a carico dei lavoratori.
Il giorno successivo i creditori si esprimono negativamente e lo vincolano a scegliere tra il programma bocciato dal referendum e l'uscita della Grecia dall'Eurozona. Tsipras opta per la prima opzione e dopo l'approvazione in Parlamento del memorandum, l'ala radicale di Syriza, guidata da Panagiotis Lafazanis, abbandona il partito fondando Unità Popolare e schierandosi all'opposizione del governo. Abbandona Syriza anche l'ex ministro delle Finanze Gianīs Varoufakīs, che tuttavia non aderisce a nessun'altra formazione politica (nel febbraio 2016 fonderà DiEM25).
Fu proprio la sottoscrizione del memorandum a provocare la scissione dell'ala radicale di Syriza.

## Secondo Governo Tsipras
Il secondo Governo Tsipras è stato in carica dal 21 settembre 2015 all’8 luglio 2019 nella XVI Legislatura.

### Composizione
| Carica o ministero                      | Titolare | Titolare | Titolare              | Partito |
| --------------------------------------- | -------- | -------- | --------------------- | ------- |
| Primo ministro                          |          |          | Alexīs Tsipras        | SYRIZA  |
| Vice Primo ministro                     |          |          | Giannīs Dragasakīs    | SYRIZA  |
| Interno                                 |          |          | Panayotis Kouroumblis | SYRIZA  |
| Economia, sviluppo e turismo            |          |          | Georgios Stathakis    | SYRIZA  |
| Difesa                                  |          |          | Pános Kamménos        | ANEL    |
| Istruzione, ricerca e affari religiosi  |          |          | Nikos Filis           | SYRIZA  |
| Affari esteri                           |          |          | Níkos Kotziás         | SYRIZA  |
| Giustizia                               |          |          | Nikos Paraskevopoulos | SYRIZA  |
| Lavoro, solidarietà e sicurezza sociale |          |          | Georgios Katrougalos  | SYRIZA  |
| Sanità                                  |          |          | Andreas Xanthos       | SYRIZA  |
| Cultura                                 |          |          | Aristidis Baltas      | SYRIZA  |
| Finanze                                 |          |          | Euclide Tsakalotos    | SYRIZA  |
| Ambiente e energia                      |          |          | Panos Skourletis      | SYRIZA  |
| Infrastrutture e trasporti              |          |          | Christos Spirtzis     | SYRIZA  |
| Affari marittimi e isole                |          |          | Thodoris Dristas      | SYRIZA  |
| Sviluppo rurale e alimentazione         |          |          | Evangelos Apostolos   | SYRIZA  |

Nel dicembre 2015 il Parlamento approva importanti provvedimenti del governo Tsipras, come la legge di stabilità, la regolamentazione delle unioni civili omosessuali, la seconda legge contro la povertà, e diverse misure di austerità, tagli alla spesa pubblica, e nuove tasse.

## Opposizione
Il 29 giugno 2023, in seguito al risultato elettorale negativo ottenuto da Syriza nelle elezioni parlamentari, si dimette da presidente del partito.